# Xanthorhoe ochreata
Xanthorhoe ochreata là một loài bướm đêm trong họ Geometridae.